# Terni
Terni er hovedbyen i provinsen Terni i regionen Umbria i Italien. Terni ligger ved floden Nera som er den største biflod til Tiberen.
Terni har 111.455 indbyggere pr. 31. december 2016.